# Ilex maguirei
Ilex maguirei är en järneksväxtart som beskrevs av John Julius Wurdack. Ilex maguirei ingår i släktet järnekar, och familjen järneksväxter. Inga underarter finns listade i Catalogue of Life.